# San Marino nos Jogos Olímpicos de Verão de 1976
San Marino competiu nos Jogos Olímpicos de Verão de 1976 em Montreal, Canadá.

## Resultados por Evento

### Ciclismo
Estrada Individual masculino
- Daniele Cesaretti — não terminou (→ sem classificação)